# 第8師団 (日本軍)
第8師団（だいはちしだん）は、大日本帝国陸軍の師団の一つ。1898年に立見尚文を初代師団長に弘前で結成。

## 概要
日清戦争が終り、軍備拡張の必要性から増設された6個師団の一つで、兵士はおもに東北地方出身者から構成された。編成時の所属歩兵連隊は歩兵第5連隊・歩兵第17連隊・歩兵第31連隊・歩兵第32連隊。初代師団長は台湾総督府幕僚参謀長だった立見尚文中将。1898年11月15日に師団司令部、監督部が開庁した。

## 歴史

### 八甲田雪中行軍遭難事件
勝利に終った日清戦争であるが、ロシア・フランス・ドイツによる所謂三国干渉によってロシアとの間に緊張が高まっていた。ロシアとの一戦は避けられないとの予測から陸軍は対露戦を準備し、寒冷地での訓練を第8師団に指示した。これに基づき師団は1902年（明治35年）1月八甲田山における行軍訓練を行ったが、この時死者199名を出した八甲田雪中行軍遭難事件が起きた。

### 日露戦争
- 1904年（明治37年）6月：日露戦争開戦。師団は動員下令となるが戦地には派遣されず、大本営の戦略予備隊に位置付けられる。
- 大本営は沿海州攻撃用の兵力として拘置していたが、戦争計画に無かった旅順要塞に海軍要望で3コ師団も取られ、全体戦況も芳しくなく、遂に大陸の満洲軍に第8師団を、同じく樺太作戦用の大本営戦略予備の第7師団を旅順へ送ることとなった。
- 1905年（明治38年）1月に至り：黒溝台会戦に援軍として派遣されるが、ロシア第2軍（英語版）に包囲され大きな被害を出した。救援に来た第3師団、第5師団がロシア軍を撃退し第8師団は解囲される（臨時立見軍）
- 3月：奉天会戦に参加する。

### 日露戦争後
- 1910年：朝鮮半島に駐留し、
- 1921年（大正10年）：シベリア出兵に参加する。

### 大陸戦線
- 1931年（昭和6年）11月：満洲事変に第8師団において編成の混成第4旅団が「間島省」に応急出動。
- 1932年（昭和7年） 4月：第8師団本隊 満洲増派。
- 1933年（昭和8年）
  - 2月17日：軍隊区分で戦車隊.軽装甲車隊.騎兵隊.関東軍自動車隊.混成14旅団主力等で編成した「川原挺進隊」が熱河作戦参加。
  - 3月6日 ：朝陽～凌源～平泉～熱河省城承徳入場[3][4]。
- 1937年（昭和12年）
  - 7月：支那事変勃発。
  - 8月：次々と常設師団が動員されて行く時局、今秋には満洲駐箚が既定であった第8師団では、特設師団の第108師団を先に動員、出征させることになった。
  -  ：満洲東部「綏芬河」駐屯
- 1938年（昭和13年）
  - 1月13日：第3軍の戦闘序列に編入されて「綏陽」に駐屯。
  - ： この頃、今後師団の満洲永駐の内示が出る。
- 1939年（昭和14年）
  - 5月  ：「師団・軽装甲車訓練所」設置。師団内での兵の車両運転教育開始。
  - 6月16日：騎兵第8連隊を捜索第8連隊に改編。
  - 10月5日：連隊旗宮中へ奉還。
  - 10月 ：歩兵第32連隊を、新設第24師団に転出させ三単位編制に改編。
- 1940年（昭和15年）
  - 7月  ：満洲永駐。代替東北常設師団として第57師団を新設。第8師管を改称した弘前師管を管轄した。
  - 12月14日：師団戦車隊を新設[5]。東部満ソ国境警備の主力部隊。
- 1941年（昭和16年）7月：関東軍特種演習で動員。欠員補充、各部人員.兵器.車両等補充増強、高定員準戦時編成。
- 1941年（昭和16年）9月19日：第8師団は第25師団とともに、新設第20軍戦闘序列に編入。「掖河」に移駐。

### 太平洋戦争
- 太平洋戦争開戦後も、満洲守備の中核部隊として満洲国内にて対ソ戦の訓練や抗日パルチザン掃討等の治安維持活動に従事していた。
- 1943年（昭和18年）：在満師団は駐屯体制に移行。一部復員。編成縮小。
- 1944年（昭和19年）
  - 2月：絶対国防圏の防衛強化のため第3派遣隊の編成、エンダービー島派遣を命じられ、第8歩兵団司令部と隷下歩兵連隊の各1個大隊、野砲兵第8連隊第1大隊、工兵第8連隊第2中隊を抽出。
  - 同年6月：第3派遣隊は独立混成第11連隊（通称号：備17585部隊）に改編された。エンダービー島では補給途絶のため飢餓と熱帯病に苦しみ、多くの戦病死者を出した。
  - 同年9月：独立混成第11連隊はトラック島に主力は転進し、以後、終戦まで陣地構築などを行った。
- 1944年（昭和19年）
  - 5月：一方、師団本体の南方派遣に向け編制改正着手。第8砲兵団司令部解体。
  - 7月：師団本隊はフィリピン戦線に投入されることとなる。
  - 8月：輸送船舶確保の都合から馬匹随伴を制限、そのため大幅縮小臨時編成[6]。
  - ：門司港経由で渡航したが、途中基隆.高雄沖で敵潜水艦の雷撃を受け輸送船2隻沈没の被害を受けた。
  -  ：レイテ島の戦いに歩兵第5連隊基幹の高階支隊を増援として送ったが、支隊はアメリカ軍や抗日ゲリラによって即座に殲滅された。なお、同支隊はレイテに投入された最後の陸上戦力である。
- 1945年（昭和20年）
  - 1月1日：師団主力は振武集団としてルソン島中西部防衛。横山師団長は振武集団長として統帥を発動。
  - 3月19日：振武集団司令部を軍令として第41軍司令部を編成[7]。
  - ：第8師団はルソン島の戦いでアメリカ軍や抗日ゲリラとの戦いでなす術なく消耗していき、全滅寸前で終戦を迎えた。

## 歴代師団長
- 立見尚文 中将：1898年（明治31年）10月1日 - 1906年7月6日
- 渡辺章 中将：1906年（明治39年）7月6日 - 1908年12月21日
- 山根武亮 中将：1908年（明治41年）12月21日 - 1912年2月14日
- 小泉正保 中将：1912年（明治45年）2月14日 - 1914年5月11日
- 大井成元 中将：1914年（大正3年）5月11日
- 白井二郎 中将：1918年（大正7年）7月2日 - 1921年7月20日
- 小野寺重太郎 中将：1921年（大正10年）7月20日
- 菱刈隆 中将：1924年（大正13年）2月4日
- 真崎甚三郎 中将：1926年（昭和2年）8月26日
- 三好一 中将：1929年（昭和4年）7月1日
- 西義一 中将：1931年（昭和6年）8月1日 - 1934年3月5日[8]
- 中村孝太郎 中将：1934年（昭和9年）3月5日
- 下元熊弥 中将：1935年（昭和10年）12月2日
- 前田利為 中将：1937年（昭和12年）8月2日
- 塚田攻 中将：1938年（昭和13年）12月10日
- 本多政材 中将：1940年（昭和15年）10月28日
- 横山静雄 中将：1942年（昭和17年）6月26日
- 横山静雄 中将：1945年（昭和20年）3月19日（第8師団長 兼職 第41軍司令官）

## 歴代参謀長
- 今橋知勝 歩兵大佐：1898年（明治31年）10月1日 - 1901年2月4日[9]
- 仙波太郎 歩兵大佐：1901年（明治34年）2月9日 - 1901年2月19日[10]
- 林太一郎 歩兵中佐：1901年（明治34年）2月19日[11] - 1905年1月14日[12]
- 由比光衛 歩兵中佐：1905年（明治38年）1月14日- 1908年3月9日[13]
- 大村信行 歩兵中佐：1908年（明治41年）3月9日 - 1913年3月4日[14]
- 竹内赴夫 工兵大佐：1913年（大正2年）3月4日 - 1916年1月12日[15]
- 高崎喜惣 歩兵大佐：1916年（大正5年）1月12日 - 1918年7月24日[16]
- 川瀬亨 輜重兵大佐：1918年（大正7年）7月24日 - 1920年8月10日[17]
- 南保貞次 歩兵大佐：1920年（大正9年）8月10日 - 1922年8月15日[18]
- 坂本政右衛門 歩兵大佐：1922年（大正11年）8月15日 - 1923年8月6日[19]
- 厚東篤太郎 歩兵大佐：1923年（大正12年）8月6日 - 1924年4月15日[20]
- 記録勇助 砲兵大佐：1924年（大正13年）4月15日 - 1925年5月1日[21]
- 大谷一男 歩兵大佐：1925年（大正14年）5月1日 - 1927年7月26日[22]
- 篠原四郎 歩兵大佐：1927年（昭和2年）7月26日 - 1929年8月1日[23]
- 高田美明 歩兵大佐：1929年（昭和4年）8月1日 - 1931年8月1日[24]
- 小林角太郎 歩兵大佐：1931年（昭和6年）8月1日 - 1933年3月18日[25]
- 久納誠一 騎兵大佐：1933年（昭和8年）3月18日 - 1935年3月15日[26]
- 高木義人 歩兵大佐：1935年（昭和10年）3月15日 - 1936年3月7日[27]
- 人見与一 歩兵大佐：1936年（昭和11年）3月7日[28] - 1937年10月
- 西原貫治 歩兵大佐：1937年（昭和12年）10月[29] - 1938年7月15日[30]
- 武田馨 砲兵大佐：1938年（昭和13年）7月15日 - 1939年8月1日[31]
- 児玉久蔵 歩兵中佐：1939年（昭和14年）8月1日 - 1940年3月9日[32]
- 福島久作 歩兵中佐：1940年（昭和15年）3月9日 - 1941年3月1日[33]
- 小松巳三雄 大佐：1941年（昭和16年）3月1日 - 1941年11月12日[34]
- 川目太郎 大佐：1941年（昭和16年）11月12日 - 1944年2月7日[35]
- 浅野憲一郎 大佐：1944年（昭和19年）2月7日 - 終戦[36]

## 最終所属部隊
- 歩兵第5連隊（青森）：高階於兎雄大佐（戦死）
- 歩兵第17連隊（秋田）：藤重正従少将
- 歩兵第31連隊（弘前）：小林島司少将
- 捜索第8連隊（弘前）：箕田治六少佐
- 野砲兵第8連隊（弘前）：瀬戸口岩次郎大佐（戦死）、代理：村上実中佐（戦死）
- 工兵第8連隊（盛岡）：小原武大佐
- 輜重兵第8連隊（弘前）：河田六次郎大佐
- 第8師団通信隊（弘前）：高橋良行少佐
- 第8師団第2野戦病院
- 第8師団第4野戦病院
- 第8師団制毒隊（弘前）：斎藤彰一大尉
- 第8師団防疫給水部（弘前）：三崎要一軍医少佐
- 第8師団病馬廠：赤井哲治獣医少佐

## 関連事項

### 小野田寛郎
終戦の後もフィリピンのルバング島に残置諜者として潜伏し30年を経て帰還した小野田寛郎少尉は、辞令の上では第14方面軍司令部附であったが、同司令部情報部を通して第8師団参謀部に所属していた。小野田が主宰する小野田自然塾ホームページでは自身の軍歴を第8師団の通称号である「杉」を用いて「杉兵団参謀部に配属」と紹介している。